# Брюль, Иоганн Адольф фон
Граф (с 1738) Иоганн Адольф фон Брюль (нем. Johann Adolph von Brühl; 6 сентября 1695, Ганглофзёммерн, Тюрингия — 26 декабря 1742, Дрезден) — саксонский обер-шталмейстер, андреевский и александровский кавалер (1741).

## Биография
Родился в 1695 году в поместье Ганглофзёммерн в семье саксен-вейсенфельсскоготайного советника Ганса Морица фон Брюля. Его младшими братьями были саксонский премьер-министр Генрих фон Брюль и тайный советник Фридрих Вильгельм фон Брюль, генеральный сборщик налогов. Сделал успешную карьеру при дворе курфюрста Саксонии Фридриха Августа II, который был также польским королём (под именем Август III). С 1732 года был саксонским обер-шталмейстером и конюшим великим коронным, позднее получил также звание камергера. В 1738 году, одновременно с братом и за его заслуги, получил от короля графский титул.
Как старший сын, унаследовал отцовское поместье, в котором родился. В 1739 году продал его, а на вырученные деньги построил особняк в Дрездене, который был разрушен в 1945 году, а затем восстановлен.
В том же году был удостоен высшего русского орден Андрея Первозванного, в комплекте с которым производилось награждение орденом Александра Невского.
В 1742 году скончался и был похоронен во Фрауэнкирхе в Дрездене.